# Stipa caudata
Stipa caudata är en gräsart som beskrevs av Carl Bernhard von Trinius. Stipa caudata ingår i släktet fjädergrässläktet, och familjen gräs. Inga underarter finns listade i Catalogue of Life.